# Lingua shuar
Lo shuar o shuar-chicham è una lingua parlata nella zona sudorientale dell'Ecuador, dove sono stanziate comunità indigene shuar. Anche se il gruppo etnico shuar supera gli 80000 membri, soltanto 35000 sono in grado di parlare la loro lingua originaria. Da un punto di vista genetico, la lingua shuar è strettamente imparentata con lo huambisa, parlato in Perù.

## Aspetti storici, sociali e culturali

### Etimologia dell'endonimo
Shuar significa 'essere umano'. Attualmente questa denominazione è più usata per riferirsi al gruppo etnico shuar e alla loro lingua, in contrapposizione al termine spagnolo jíbaro, considerato dispregiativo. Entrambi i termini shuar e jívaro provengono dal proto-jivaroano *šiwar(a), 'essere umano'.

### Storia recente
Il contributo linguistico del shuar allo spagnolo, presente soprattutto nei toponimi, non ha aiutato le comunità Shuar a conservare la sua lingua; la situazione sembra essere cambiata con la creazione della Federazione di Centri Shuar dell'Ecuador (Federación de Centros Shuar del Ecuador), la prima organizzazione di questo genere in America Latina.
A partire da ciò, si riuscì a istituire il Sistema di Educazione Radiofonica Bilingue Interculturale Shuar (SERBISH, Sistema de Educación Radiofónica Bilingüe Intercultural Shuar), avviato già nel 1968, che in seguito servì come asse per lo sviluppo delle recentemente istituite scuole bilingui.
Lo scopo principale dell'educazione bilingue e interculturale era quello di trasmettere agli shuar parlanti lo spagnolo il valore della lingua della loro cultura e l'importanza di sostenerla, modernizzarla e renderla viva. Per quanto riguarda progetti futuri, sono stati posti in cantiere progetti molto ambiziosi, come la creazione di un canale televisivo con fini educativi; questi progetti sono ancora in fase di definizione e cercano finanziamenti all'estero. 
Nonostante questi sforzi, solo un terzo della popolazione ecuadoriana parla una o varie lingue native. Gli Shuar dovettero aspettare la nuova costituzione del 1998 per ottenere il riconoscimento ufficiale della loro lingua.

### Distribuzione
Lo shuar si parla dal centro fino al sud della regione amazzonica in Ecuador, in particolare nelle province di Pastaza, Morona Santiago e Zamora Chinchipe.

## Descrizione linguistica

### Fonologia
L'inventario consonantico stabilito da Turner (1958) è relativamente semplice:
| Labiali      | Alveolari | Palatali | Velari |
| ------------ | --------- | -------- | ------ |
| Occlusive    | p         | t        | k      |
| Affricate    | c         | č        |        |
| Fricative    | s         | š        | h      |
| Aprossimanti | w         | r        | y      |
| Nasali       | m         | n        | ŋ      |

Anche l'inventario vocalico anche è relativamente semplice:
| Orali     | Orali    | Orali      | Nasali    | Nasali   | Nasali     |   |
| Anteriore | Centrale | Posteriore | Anteriore | Centrale | Posteriore |   |
| --------- | -------- | ---------- | --------- | -------- | ---------- | - |
| Chiuse    | i        | ɨ          | u         | ĩ        | ɨ̃          | ũ |
| Aperte    | a        | ã          |           |          |            |   |

Alcune fonti aggiungono una vocale [e]; tuttavia, questo fonema sarebbe un allofono di /a/ quando è situato in un ambiente palatale. Si sottolinea inoltre come altre fonti usino la grafia <e> per il fonema /ɨ/.

### Morfologia
Lo shuar è una lingua agglutinante che usa quasi esclusivamente la suffissazione e la derivazione per la flessione grammaticale; è infatti stato individuato un solo prefisso che serve per formare il causativo di alcuni verbi.
La morfologia nominale è relativamente semplice: consiste essenzialmente nell'uso delle radici con alcuni elemento deittici cliticizzati. Non appaiono distinzioni di genere o numero nel nome o gli aggettivi (quando una forma lessicale è oggetto verbale si marca con l'affisso -n). La morfologia verbale è invece notoriamente complessa. Una forma verbale può marcare aspetto, tempo-modo, agente, paziente, negazione. Una forma verbale personale in shuar consiste quindi normalmente in una larga catena di suffissi.
La seguente tabella mostra la coniugazione del verbo 'essere, stare' nel presente:
| Penke chicham | Penke chicham |
| ------------- | ------------- |
| wi yaitjai    | 'Sto, sono'   |
| ametme        | 'Stai, sei'   |
| né yaiti      | 'Sta, è'      |

### Sintassi
Riguardo all'ordine non marcato, lo shuar è una lingua SOV:
né páŋgi uncúri éyncu amúk-ma
3ª.SG Serpente molta gente uccidere-PF
'Il serpente uccise molta gente'.

### Vocabolario
Durante l'ultima colonizzazione realizzata dai migranti meticci e bianchi all'Amazzonia ecuadoriana, la lingua shuar è stata la base per i moltissimi toponimi e nomi di piante tuttora utilizzati nelle province di Pastaza, Morona Santiago e Zamora Chinchipe.